# David Haubenstock
David Christopher Haubenstock (Berlino, 3 dicembre 1966 – Saint-Germain-en-Laye, 5 luglio 1981) è stato un attore tedesco naturalizzato francese.

## Biografia
David nacque il 3 dicembre 1966 alle ore 9:06 all'ospedale Virchow di Berlino, figlio dell'attrice Romy Schneider e dell'attore e regista Harry Meyen.
Essendo figlio di due attori famosi, David si ritrovò fin da piccolo al centro dell'interesse dei giornalisti dell'epoca. Nel 1975, i suoi genitori divorziarono; il 18 dicembre di quello stesso anno, la madre Romy si risposò col giovane addetto stampa e suo segretario Daniel Biasini. I rapporti tra David e il patrigno furono fin dall'inizio buoni, infatti i due diventeranno ancora più legati in seguito al suicidio del padre di David, avvenuto nel 1979.
Affascinato dal mondo del cinema, David decise di intraprendere la carriera di attore una volta che fosse cresciuto. Nel 1980 recitò, non accreditato, in una breve scena del film La morte in diretta, accanto alla madre.
Nel 1981, Romy e Daniel Biasini divorziarono. L’attrice iniziò una relazione con il produttore Laurent Pétin. Questo fu un duro colpo per il piccolo David, il quale non perdonò alla madre non solo di aver divorziato dall'uomo che considerava un secondo padre ma anche di essersi riaccompagnata troppo in fretta.
Nel maggio 1981, Romy Schneider venne ricoverata all'ospedale di Neuilly-sur-Seine, dove le fu asportato il rene destro a causa di un tumore. Il 24 giugno, quando uscì dall'ospedale, si riconciliò con il figlio David.

### Morte

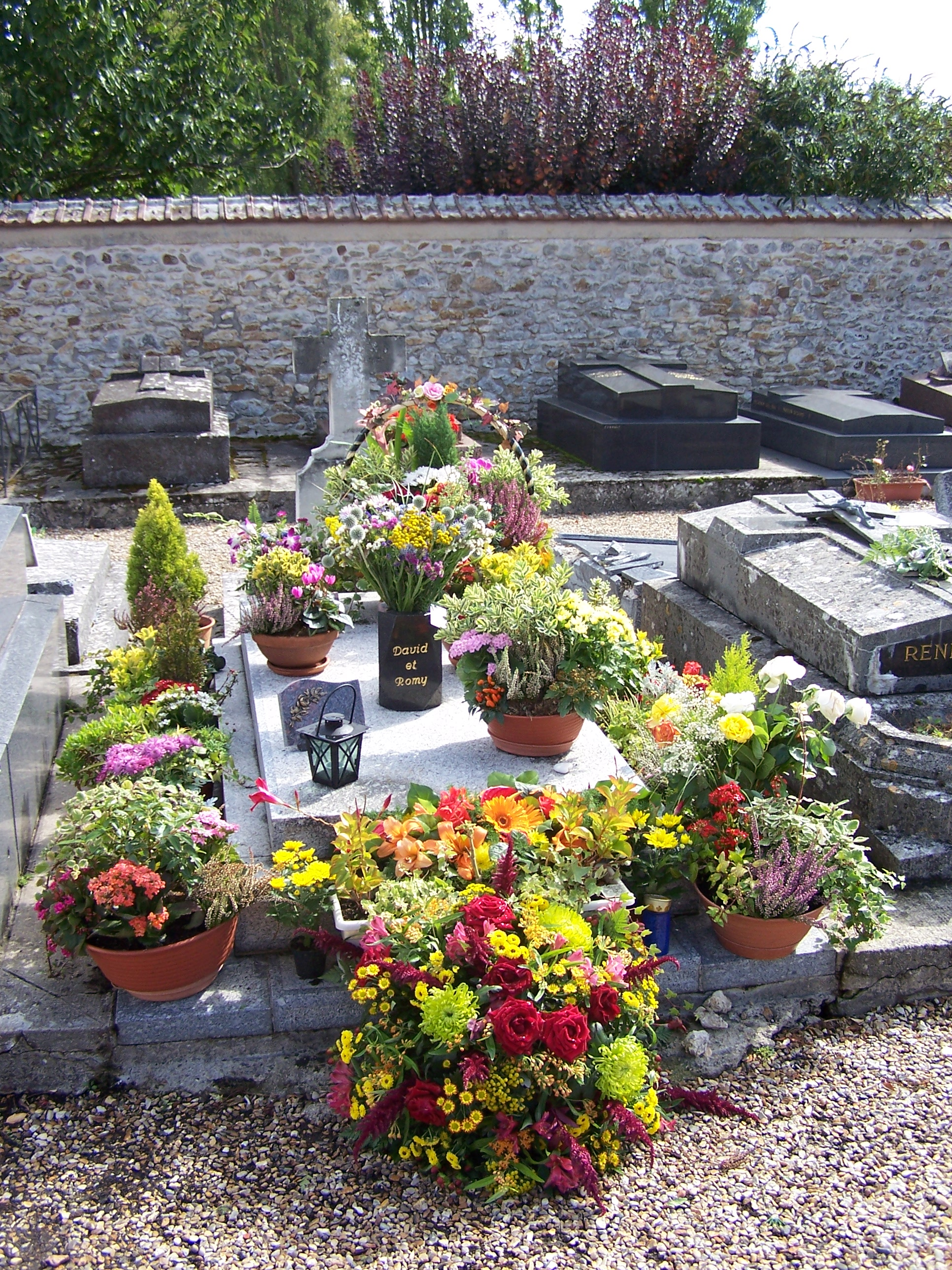
La tomba di David e la madre Romy Schneider

Il 5 luglio 1981, mentre stava scavalcando il cancello della casa dei genitori di Daniel Biasini, che egli considerava come dei nonni, David perse l'equilibrio e rimase infilzato. Morirà quella stessa sera all'ospedale. Aveva 14 anni.
Venne sepolto al cimitero di Saint-Germain-en-Laye il 7 luglio 1981. 
Romy Schneider non si riprese mai dal trauma, cadde in una profonda depressione ed iniziò anche a fare abbondante uso di alcolici. L'ultimo film dell'attrice, La signora è di passaggio, sarà dedicato alla memoria di David.
Nel 1982, poco dopo la morte di Romy Schneider, l'attore Alain Delon intervenne affinché il piccolo David venisse sepolto nella stessa tomba della madre a Boissy-sans-Avoir.

## Filmografia

### Attore e aiuto regista
- La morte in diretta (La mort en direct) (1980)  - non accreditato